# Pietro Montresori
Pietro Montresori (Sassari, 3 novembre 1935 – Sassari, 11 dicembre 2010) è stato un politico italiano.
Già sindaco di Sassari dal 1980 al 1983 e consigliere regionale in Sardegna, è stato eletto nel collegio sassarese al Senato della Repubblica per due legislature nelle file della Democrazia Cristiana.